# موفات (كولورادو)
موفات (بالإنجليزية: Moffat, Colorado)‏ هي بلدة تقع في مقاطعة ساغواتش، كولورادو بولاية كولورادو في الولايات المتحدة. تبلغ مساحتها 3.6 (كم²)، وترتفع عن سطح البحر 2306 م، بلغ عدد سكانها 114 نسمة في عام 2000 حسب إحصاء مكتب تعداد الولايات المتحدة وتصل الكثافة السكانية فيها 31.7 نسمة/كم2.

## وصلات خارجية
- The US50 - Cities and Towns in Colorado State
- Colorado Cities and Towns, Facts, Map, Flag, Colleges, Government, and More